# Quần đảo Kerkennah
Quần đảo Kerkennah (tiếng Ả Rập Tunisia: قرقنة qarqnaⓘ) là một nhóm đảo nằm ngoài khơi bờ đông Tunisia, trong vịnh Gabès, tọa độ 34°42′B 11°11′Đ / 34,7°B 11,183°Đ. Đây là nhóm đảo thấp, độ cao dưới 13 mét (43 foot) trên mực nước biển. Hai đảo chính là Chergui và Gharbi. Quần đảo rộng 160 kilômét vuông (62 dặm vuông Anh) và có dân số 15.501 người (2014).
Điểm dân cư lớn nhất Kerkennah, Remla (trên đảo Chergui), có 2.000 người. Số người trên đảo đã giảm đáng kể so với hồi thập niên 1980 do hạn hán. Trên quần đảo hiện chưa có hệ thống tưới tiêu thích hợp và với việc nước sạch khan hiếm, nhiều người dân rời quê đến đất liền Tunisia, thường là tới Sfax.

## Lịch sử
Kerkennah có lịch sử dài song đơn giản. Vào thời kì đế quốc La Mã mở rộng, Kerkennah đóng vai trò hải cảng và quân đồn cho người La Mã, nhằm ghi lại động tĩnh vùng khơi. Thế kỷ II TCN, Augustus đày Sempronius Gracchus, người tỉnh Julia lớn, ra nơi đây trong 14 năm.
Trong số giám mục Công giáo mà vua Huneric của Vandal triệu đến Carthage năm 484, có giám mục Athenius của Cercina, đến từ đảo lớn nhất của Kerkennah. Không còn một giáo phận, Cercina ngày nay được Giáo hội Công giáo coi là một "giáo khu trên danh nghĩa".
Năm 532, Thánh Fulgentius xứ Ruspe xây tu viện trên một đảo nhỏ trong quần đảo.
Trong Thế chiến II, trận Tarigo Convoy diễn ra gần Kerkennah, vào ngày 16 tháng 4 năm 1941.